# Got de vi
El got de vi(Gomphus clavatus) és una espècie de bolet de l'ordre dels gomfals (Gomphales) del grup dels gots de vi, que habita en boscos mixtos de coníferes (avets i pins). És un bolet difícil de trobar, i catalogat com a espècie amenaçada dins la llista roja; el podem trobar des de l'estiu fins a finals de tardor.

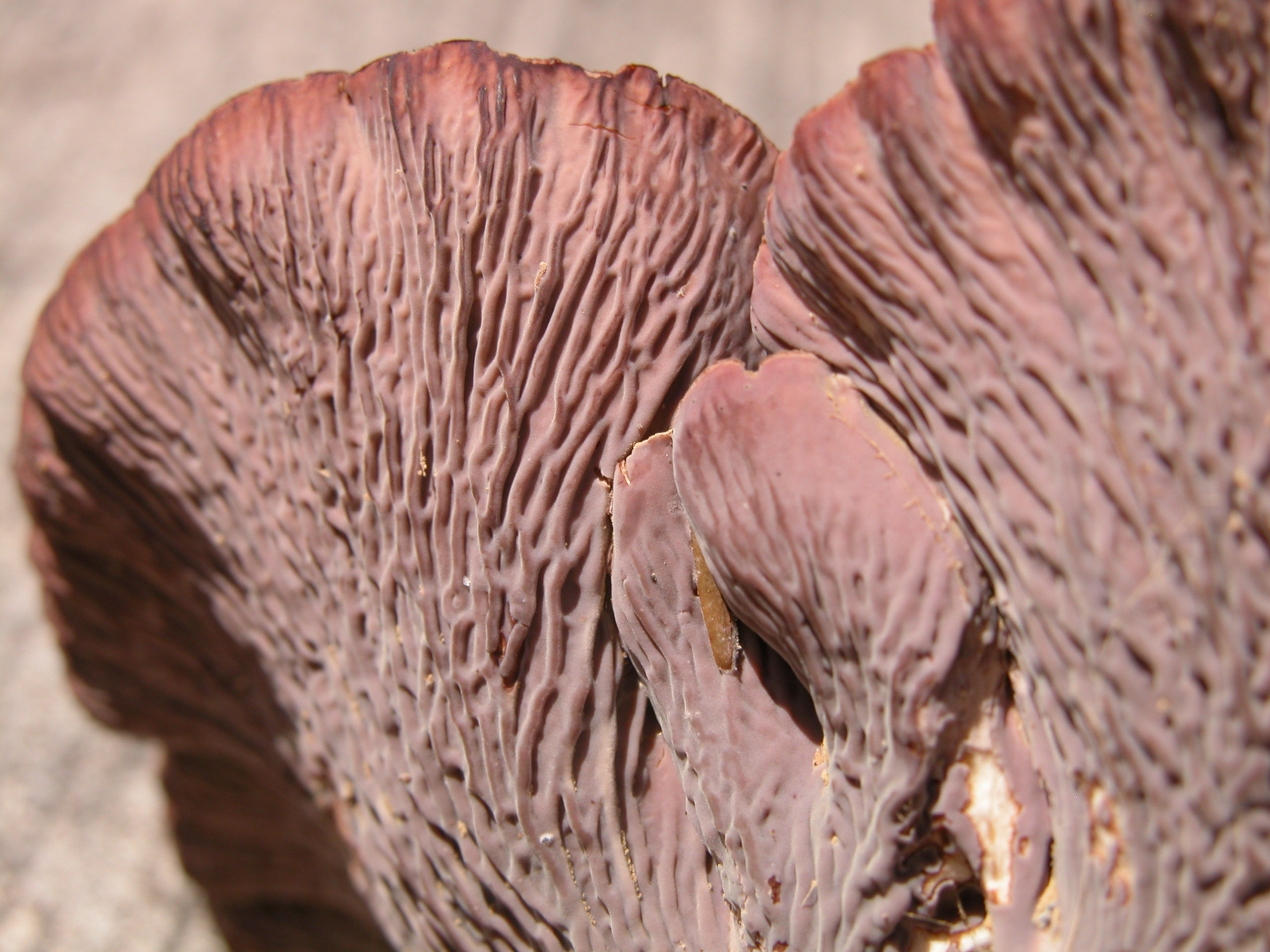
Revers de got de vi (Gomphus clavatus)

## Descripció
Bolet amb aspecte de ventall o embut, en la maduresa còncau i fes lateralment; d’aspecte massís i consistència ferma, carnosa; de fins a 14 cm de diàmetre per 12 cm d’alçada; superfície de color lila a violeta, amb tons ocracis en madurar; sovint berrugosa; marge del barret ondulat i retallat.
Superfície inferior (revers) coberta per plecs molt irregulars, fusionats entre si, sovint formant xarxa, especialment vora el peu; del color del barret
Cama reduïda a un peu acabat en punta, de tons violacis.
Carn blanca però lila en les ferides; ferma de jove, quelcom blana en la maduresa.

## Hàbitat

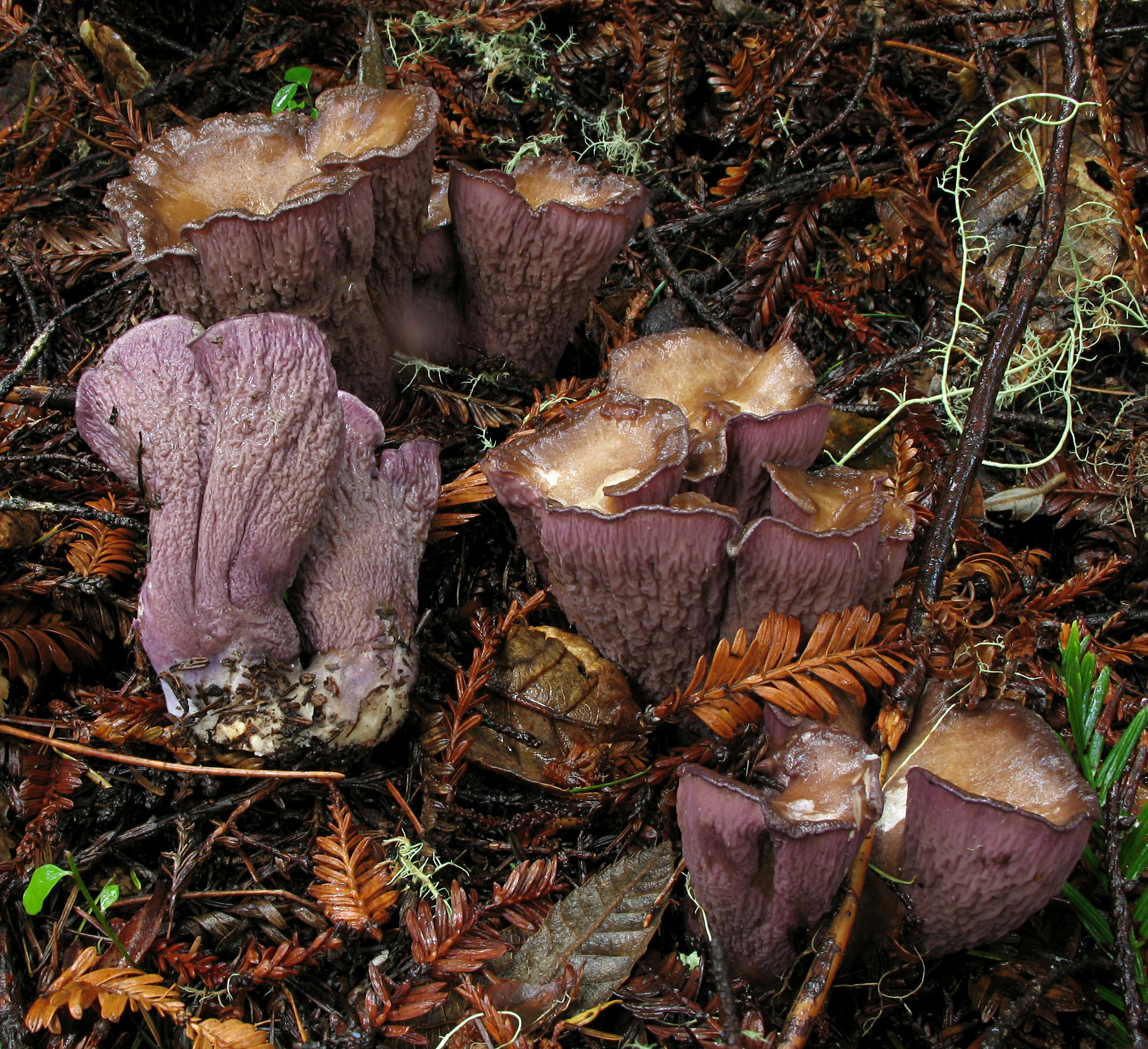
Gots de vi (Gomphus clavatus)

Rar, però allà on apareix produint nombrosos exemplars; des d’estiu a tardor; sempre en localitats montanes; en avetoses, també vora pins, principalment pi negre i, opcionalment, faig.

## Comestibilitat
Comestible; és un bolet molt escàs, que està en regressió i cal protegir. No s'hauria de collir.